# میک دوشری
میک دوشری (انگلیسی: Mick Docherty؛ زادهٔ ۲۹ اکتبر ۱۹۵۰) بازیکن فوتبال اهل بریتانیا است.
از باشگاه‌هایی که در آن بازی کرده‌است می‌توان به باشگاه فوتبال برنلی، باشگاه فوتبال منچستر سیتی، و باشگاه فوتبال ساندرلند اشاره کرد.